# برهانو جولا
بيرهانو جولا جيلالتشا (بالأمهرية: ብርሃኑ ጁላ، من مواليد 1965)‏ هو ضابط عسكري إثيوبي وهو رئيس الأركان العامة الحالي لقوات الدفاع الوطني الإثيوبية منذ 4 نوفمبر 2020. شغل منصب قائد قوة الأمم المتحدة الأمنية المؤقتة لأبيي (UNISFA) من 2014 إلى 2016.

## السيرة الشخصية
سيرة
يحرر
حصل برهانو على درجة البكالوريوس من كلية ألفا الجامعية ودرجة الماجستير من جامعة غرينتش ، وكلاهما في أديس أبابا. في عام 2006، عمل برهانو مع بعثة الأمم المتحدة في ليبيريا وشغل منصب قائد القطاع. كما شغل مناصب أخرى مختلفة مع الجيش بما في ذلك وزارة الدفاع الوطني ومدرسة الكاديت وعمليات اللواء. من عام 2006 إلى عام 2009، كان نائب قائد القيادة المركزية للجيش. في عام 2010، تم تعيين برهانو قائدًا للقيادة الغربية في الجيش الإثيوبي.
تم تعيين برهانو قائدًا لقوة الأمم المتحدة الأمنية المؤقتة لأبيي في 21 نوفمبر 2014 من قبل الأمين العام للأمم المتحدة بان كي مون. في ذلك الوقت، كان برتبة لواء. تمت ترقيته إلى رتبة فريق في وقت ما قبل 9 ديسمبر 2015. وانتهت ولايته في 15 يناير 2016 بتعيين اللواء حسن إبراهيم موسى.
في 8 يناير 2022، تمت ترقية برهانو إلى رتبة مشير (أو "مشير عام"، وتختلف الرتبة بين المصادر) من قبل رئيس الوزراء أبي أحمد والرئيسة سهلورق زودي. وقد حصل على ميدالية بلاكلاون للأبطال الكبار.